# 马库斯·莫顿·罗兹
马库斯·莫顿·罗兹（1903年7月24日—1991年12月30日）是一位美国细胞遗传学家，本科和硕士毕业于密西根大学，博士毕业于康奈尔大学，导师罗林斯·A·爱默生，1943年任美国遗传学学会会长，1946年当选美国国家科学院院士，1962年当选美國哲學會会士，1966年当选美国文理科学院院士，1981年与巴巴拉·麦克林托克共同获得首届托马斯·亨特·摩尔根奖章。